# Dicladispa usambarica
Dicladispa usambarica is een keversoort uit de familie bladkevers (Chrysomelidae). De wetenschappelijke naam van de soort werd in 1898 gepubliceerd door Julius Weise.